# Silnik z wirującym stojanem
Silnik z wirującym stojanem – silnik elektryczny prądu stałego w którym wirnik i stojan wirują w przeciwnych kierunkach, stosowany do napędu śrub przeciwbieżnych w torpedach oraz sporadycznie na jednostkach pływających np. Błotniaku.
Posiada dwa współosiowe wały napędzające bezpośrednio śruby, jedną od wirnika, drugą od stojana.
Zalety:
- brak wpływu na obudowę (moment występuje tylko między wałami)
- pozwala uniknąć stosowania przekładni
- mniejsza masa ponieważ prędkość względna wirnika i stojana jest dwukrotnie większa od występującej w oddzielnych silnikach.

Wady:
- możliwość zastosowania tylko w specyficznych układach.